# Nomascus annamensis
Nomascus annamensis of - letterlijk vertaald uit het Engels - de noordelijke geelwanggibbon is een gibbonsoort uit het geslacht Nomascus. De soort werd voor het eerst beschreven in 2010. 
De soort werd oorspronkelijk gerekend tot de soort Nomascus siki, maar DNA-onderzoek wees uit dat het om verschillende soorten gaat. Bovendien bleek uit zorgvuldige analyse van het geluid dat N. annamensis ook een andere roep heeft.

## Kenmerken
Een mannetje van N. annamensis heeft een zwarte pels die zilverkleurig is in zonlicht. De borst is bruiner, de wangen zijn oranje-goudkleurig. Hij heeft ook een opvallende kuif. Vrouwtjes hebben geen kuif en zijn oranje-beige.

## Verspreiding
De soort komt voor in het Annamitisch Gebergte, de tropische regenwouden in het noorden van Vietnam op de grens met Laos en Cambodja. Vermoedelijk is de soort zeldzaam en ernstig bedreigd.